# Eymer Friedrich Illies
Eymer Friedrich Illies (* 14. Dezember 1896 in Sandstedt; † 28. September 1962 in Bielefeld) war ein deutscher Politiker (DP).
Illies besuchte zunächst die Volksschule Sandstedt und wechselte später an die Oberrealschule in Bremen. Im Ersten Weltkrieg war er Kriegsteilnehmer zwischen 1914 und 1918. Er wurde wegen Tapferkeit vor dem Feind ausgezeichnet, insbesondere mit dem EK II, dem Bremer Hanseatenkreuz und dem Verwundetenabzeichen in Silber. Nach dem Ende des Krieges nahm er ein Studium der Rechtswissenschaften in Jena. Dort schloss sich der Jurist der national gesinnten schlagenden Studentenverbindung „Salia“, an, was durch Schmisse in seinem Gesicht lebenslange Spuren hinterließ. Auch nach seiner Studienzeit engagierte sich Illies bei den Alten Herren der akademischen Turnerschaft „Salia Jenensis“. 1921 trat er in den frisch gegründeten „Stahlhelm – Bund der Frontsoldaten“ ein, verlor allerdings nach einer Versetzung 1924 den Kontakt zu dem den Deutschnationalen nahe stehenden Wehrverband. Seine große juristische Staatsprüfung legte er im Jahr 1928 in Berlin ab und begann seine Tätigkeit als Assessor an verschiedenen Amtsgerichten bis 1931. Nach dem Abschluss seiner Berufsausbildung ließ er sich als Rechtsanwalt in Neuenhaus, wo er während seiner Ausbildung schon tätig gewesen war, als Rechtsanwalt nieder und wurde 1945 zum Notar ernannt. Die 1937 und 1939 beantragte Zulassung zum Notar war aus politischen Gründen abgelehnt worden. Am 20. Juni 1959 wählten ihn seine Berufskollegen in den Vorstand der Rechtsanwaltskammer Oldenburg und bei der Gründung der Oldenburger Notarkammer auch in dessen Vorstand. Beiden Gremien gehörte er bis zu seinem Tode an.
Fritz Illies heiratete 1931 Ursula Brill, die Tochter des Torfwerkbesitzers Johann Arnold Heinrich Brill.
In Neuenhaus engagierte sich der Anwalt bald im dortigen Turn- und Sportverein, dessen Leitungsspitze er viele Jahre angehörte, davon seit 1948 als 1. Vorsitzender. Er wurde einer der führenden Sportfunktionäre der Stadt und führte seinen Verein zu hoher Blüte mit großem Anhang. Untrennbar mit seinem Namen verbunden ist der Bau der Neuenhauser Turnhalle und des Sportplatzes. 1932 schloss sich Illies wieder der kleinen Nordhorner Stahlhelmgruppe an, die dort als konservatives Häuflein der radikalen SA entgegentreten wollte. 1933 gründete er in Neuenhaus eine Stahlhelmgruppe als Konkurrenz zu dortigen SA. Illies wurde im April 1933 Grafschafter Kreisführer des Stahlhelms, in dessen Vorstand auch sein Schwiegervater war. Hier fand sich ein Kern von konservativen NS-Gegnern. Nach der zwangsweisen Auflösung 1935 schied Illies aus dem öffentlichen politischen Leben aus, engagierte sich aber an führender Stelle in einer konservativen Widerstandsgruppe, die auch Kontakt zu ehemaligen SPD-Kommunalpolitikern besaß und vor allem zum aus Neuenhaus stammenden Oberst Wilhelm Staehle und zu niederländischen Widerständlern. Mitglieder dieser später 17 Personen umfassenden Gruppe waren etwa sein Schwiegervater Brill mit dessen guten Kontakten zu den Niederlanden, der spätere SPD-Landtagsabgeordnete Heinrich Specht, der in der „Bekennenden Kirche“ aktive Rechtsanwalt und Notar Hans Arends oder dem Nordhorner Kaufmann und bekannten ehemaligen Kommunalpolitiker Anton Huizinga. Um Flugblätter zu verteilen, bauten sie vor allem Kontakte nach Bremen und Osnabrück auf. Die Gruppe wurde nie enttarnt, auch nicht, als Staehle verhaftet wurde. In dieser Zeit war die Gruppe vor allem damit beschäftigt, Kurierdienste in die Niederlande für Berliner Widerstandskreise zu leisten. Heinrich Specht bezeichnete diese Widerstandsgruppe in seinen Entnazifizierungsbogen als Gruppe Illies.
Nach Kriegsende berief die britische Militärregierung den sehr volkstümlichen und populären Rechtsanwalt und Notar in den 1945 ernannten Grafschafter Kreistag. Dort gelangte er im Dezember in den einflussreichen Kreisausschuss und wurde im Januar 1946 zweiter Kreisdeputierter, also einer der beiden Stellvertreter des Landrats. Als Kopf einer Widerstandsgruppe setzten die Briten Illies zum Leiter des im Februar 1946 geschaffenen Grafschafter Entnazifizierungsausschusses ein. Der Grafschafter Kreistag entsandte Illies überdies in den Bezirkslandtag von Osnabrück, der von Februar bis November 1946 als eine demokratische Vertretung beim Regierungspräsidenten fungierte.
Illies gründete im Bentheimer Land die „Niedersächsische Landespartei“ (NLP), die sich 1947 in „Deutsche Partei“ (DP) umbenannte, und wurde zum Vorsitzenden der DP (NLP) des Kreises Grafschaft Bentheim gewählt. In einem Bündnis mit der CDU wurde Illies als Direktkandidat in der ersten Wahlperiode zum Mitglied des Niedersächsischen Landtages gewählt, dem er zwischen dem 20. April 1947 und dem 30. April 1951 angehörte. Ab dem 28. März 1951 war er Mitglied der DP/CDU-Fraktion. Nach dem Wahlabkommen musste dann die DP in der zweiten Legislaturperiode einen CDU-Kandidaten unterstützen. Zudem gehörte er von 1948 bis 1956 für die DP dem Grafschafter Kreistag an, die er dort führte. Bei der Wahl zum 3. Bundestag vom 15. September 1957 nominierte die DP ihren Grafschafter Vorsitzenden zum Spitzenkandidaten im Bundestagswahlkreis Emsland. Mit 5,9 Prozent konnte Illies die Stimmenausbeute seiner Partei deutlich steigern.
Fritz Illies, einer der wichtigsten Grafschafter Kreispolitiker der Nachkriegsjahre, der ungeachtet aller Abspaltungen der DP bis zum Schluss die Treue hielt, starb infolge von Komplikationen nach erfolgreich verlaufener Magenoperation in einer Klinik in Bielefeld.